# Svetovni pokal v smučarskih poletih 2013
Svetovni pokal v smučarskih poletih 2013 je bila šestnajsta uradna sezona svetovnega pokala v smučarskih poletih nagrajena z malim globusom kot del iste sezone svetovnega pokala v smučarskih skokih.

## Koledar

### Moški
| Št. | Sezona | Datum            | Kraj       | Letalnica                                  | Vel. | Zmagovalec                                                   | Drugi                                                        | Tretji                                                       | Rumena majica                                                | Ref.                                                         |
| --- | ------ | ---------------- | ---------- | ------------------------------------------ | ---- | ------------------------------------------------------------ | ------------------------------------------------------------ | ------------------------------------------------------------ | ------------------------------------------------------------ | ------------------------------------------------------------ |
| 91  | 1      | 26. januar 2013  | Vikersund  | Vikersundbakken HS225 (nočna)              | LE   | Gregor Schlierenzauer                                        | Simon Ammann                                                 | Robert Kranjec                                               | Gregor Schlierenzauer                                        | [ 2 ]                                                        |
| 92  | 2      | 27. januar 2013  | Vikersund  | Vikersundbakken HS225                      | LE   | Robert Kranjec                                               | Michael Neumayer                                             | Gregor Schlierenzauer                                        | Robert Kranjec Gregor Schlierenzauer                         | [ 3 ]                                                        |
|     |        | 2. februar 2013  | Harrachov  | Čerťák HS205 (nočna)                       | LE   | močan veter in sneg; prestavljeno na zjutraj naslednjega dne | močan veter in sneg; prestavljeno na zjutraj naslednjega dne | močan veter in sneg; prestavljeno na zjutraj naslednjega dne | močan veter in sneg; prestavljeno na zjutraj naslednjega dne | močan veter in sneg; prestavljeno na zjutraj naslednjega dne |
| 93  | 3      | 3. februar 2013  | Harrachov  | Čerťák HS205 (zjutraj)                     | LE   | Gregor Schlierenzauer                                        | Robert Kranjec                                               | Jan Matura                                                   | Gregor Schlierenzauer                                        | [ 4 ]                                                        |
| 94  | 4      | 3 February 2013  | Harrachov  | Čerťák HS205 (popoldan)                    | LE   | Gregor Schlierenzauer                                        | Jan Matura                                                   | Jurij Tepeš                                                  | Gregor Schlierenzauer                                        | [ 5 ]                                                        |
| 95  | 5      | 16. februar 2013 | Oberstdorf | Heini-Klopfer-Skiflugschanze HS213 (nočna) | LE   | Richard Freitag                                              | Andreas Stjernen                                             | Gregor Schlierenzauer                                        | Gregor Schlierenzauer                                        | [ 6 ]                                                        |
| 96  | 6      | 22. marec 2013   | Planica    | Letalnica bratov Gorišek HS215             | LE   | Gregor Schlierenzauer                                        | Peter Prevc                                                  | Piotr Żyła                                                   | Gregor Schlierenzauer                                        | [ 7 ]                                                        |
| 97  | 7      | 24. marec 2013   | Planica    | Letalnica bratov Gorišek HS215             | LE   | Jurij Tepeš                                                  | Rune Velta                                                   | Peter Prevc                                                  | Gregor Schlierenzauer                                        | [ 8 ]                                                        |

### Ekipno
| Št. | Sezona | Datum            | Kraj       | Letalnica                                  | Vel. | Zmagovalec                                                       | Drugi                                                                          | Tretji                                                                         | Rumena majica | Ref.   |
| --- | ------ | ---------------- | ---------- | ------------------------------------------ | ---- | ---------------------------------------------------------------- | ------------------------------------------------------------------------------ | ------------------------------------------------------------------------------ | ------------- | ------ |
| 14  | 1      | 17. februar 2013 | Oberstdorf | Heini-Klopfer-Skiflugschanze HS213 (nočna) | LE   | NorveškaAnders Jacobsen Tom Hilde Anders Bardal Andreas Stjernen | AvstrijaStefan Kraft · Wolfgang Loitzl · Martin Koch · Gregor Schlierenzauer · | SlovenijaJurij Tepeš Robert Kranjec Jaka Hvala Peter Prevc                     | Avstrija      | [ 9 ]  |
| 15  | 2      | 23. marec 2013   | Planica    | Letalnica bratov Gorišek HS215             | LE   | SlovenijaJurij Tepeš Peter Prevc Andraž Pograjc Robert Kranjec   | NorveškaRune Velta Kim Rene Elverum Sorsell Anders Bardal Andreas Stjernen     | AvstrijaWolfgang Loitzl · Stefan Kraft · Martin Koch · Gregor Schlierenzauer · | Slovenija     | [ 10 ] |

## Lestvica
| Uvr. | po 7 tekmah              | 26/01/2013 Vikersund | 27/01/2013 Vikersund | 03/02/2013 Harrachov | 03/02/2013 Harrachov | 16/02/2013 Oberstdorf | 22/03/2013 Planica | 24/03/2013 Planica | Skupaj |
| ---- | ------------------------ | -------------------- | -------------------- | -------------------- | -------------------- | --------------------- | ------------------ | ------------------ | ------ |
| 1    | Gregor Schlierenzauer    | 100                  | 60                   | 100                  | 100                  | 60                    | 100                | 24                 | 544    |
| 2    | Robert Kranjec           | 60                   | 100                  | 80                   | 50                   | 32                    | 45                 | 40                 | 407    |
| 3    | Andreas Stjernen         | 50                   | 32                   | 50                   | 45                   | 80                    | 36                 | 20                 | 313    |
| 4    | Jurij Tepeš              | 29                   | 45                   | 16                   | 60                   | 13                    | 40                 | 100                | 303    |
| 5    | Peter Prevc              | 5                    | 45                   | 45                   | 11                   | 50                    | 80                 | 60                 | 296    |
| 6    | Jan Matura               | 24                   | 24                   | 60                   | 80                   | —                     | 26                 | 22                 | 236    |
| 7    | Michael Neumayer         | 32                   | 80                   | 36                   | 18                   | 26                    | 0                  | 26                 | 218    |
| 8    | Piotr Żyła               | 40                   | 26                   | 9                    | 20                   | —                     | 60                 | 45                 | 200    |
| 9    | Kamil Stoch              | 45                   | 36                   | 29                   | 32                   | —                     | 24                 | 32                 | 198    |
| 10   | Simon Ammann             | 80                   | 50                   | 24                   | 40                   | —                     | —                  | —                  | 194    |
| 11   | Wolfgang Loitzl          | 20                   | 22                   | 36                   | 36                   | 16                    | 11                 | 18                 | 159    |
| 12   | Severin Freund           | 26                   | 29                   | —                    | —                    | 29                    | 29                 | 29                 | 142    |
| 13   | Richard Freitag          | 13                   | 11                   | —                    | —                    | 100                   | 0                  | 11                 | 135    |
| 14   | Rune Velta               | 14                   | 20                   | —                    | 3                    | 6                     | 6                  | 80                 | 129    |
| 15   | Martin Koch              | 18                   | 15                   | 26                   | 29                   | 12                    | 10                 | 16                 | 126    |
| 16   | Maciej Kot               | 15                   | 18                   | 15                   | 15                   | —                     | 32                 | 13                 | 108    |
| 17   | Noriaki Kasai            | —                    | —                    | —                    | —                    | —                     | 50                 | 50                 | 100    |
|      | Anders Jacobsen          | 36                   | 10                   | —                    | —                    | 45                    | 9                  | —                  | 100    |
| 19   | Jaka Hvala               | —                    | —                    | 40                   | 24                   | 18                    | —                  | —                  | 82     |
|      | Anders Bardal            | 22                   | 14                   | —                    | —                    | 15                    | 16                 | 15                 | 82     |
| 21   | Anders Fannemel          | 16                   | 12                   | 22                   | 22                   | 0                     | 5                  | 4                  | 81     |
| 22   | Daiki Itō                | —                    | —                    | —                    | —                    | 40                    | 22                 | 14                 | 76     |
| 23   | Tom Hilde                | 11                   | 9                    | —                    | —                    | 36                    | —                  | 6                  | 62     |
| 24   | Michael Hayböck          | 12                   | 13                   | 8                    | 14                   | 4                     | —                  | 2                  | 53     |
| 25   | Antonín Hájek            | 0                    | —                    | 14                   | 2                    | 20                    | 13                 | —                  | 49     |
| 26   | Vincent Descombes Sevoie | 2                    | 5                    | 4                    | 9                    | 10                    | 18                 | —                  | 48     |
| 27   | Čestmír Kožíšek          | 8                    | —                    | 20                   | 16                   | 2                     | —                  | —                  | 46     |
| 28   | Sebastian Colloredo      | —                    | —                    | 13                   | 26                   | —                     | 0                  | 5                  | 44     |
| 29   | Maximilian Mechler       | 10                   | 16                   | 11                   | 6                    | 0                     | —                  | —                  | 43     |
| 30   | Krzysztof Miętus         | 6                    | 8                    | 18                   | 10                   | —                     | 0                  | —                  | 42     |
| 31   | Denis Kornilov           | —                    | —                    | —                    | —                    | —                     | —                  | 40                 | 40     |
| 32   | Stefan Kraft             | —                    | —                    | —                    | —                    | 24                    | 4                  | 9                  | 37     |
| 33   | Vladimir Zografski       | —                    | —                    | —                    | —                    | 22                    | 15                 | —                  | 37     |
| 34   | MacKenzie Boyd-Clowes    | 7                    | 1                    | 12                   | 7                    | —                     | —                  | —                  | 27     |
| 35   | Kaarel Nurmsalu          | 0                    | 0                    | —                    | —                    | 5                     | 20                 | —                  | 25     |
|      | Kim René Elverum Sorsell | —                    | —                    | 3                    | 0                    | 14                    | 8                  | —                  | 25     |
| 37   | Andraž Pograjc           | —                    | —                    | —                    | —                    | —                     | 14                 | 7                  | 21     |
|      | Olli Muotka              | 9                    | 2                    | 10                   | 0                    | 0                     | —                  | —                  | 21     |
| 39   | Lukáš Hlava              | —                    | —                    | 5                    | 0                    | —                     | 3                  | 12                 | 20     |
| 40   | Gregor Deschwanden       | 5                    | 7                    | 0                    | 0                    | —                     | 7                  | —                  | 19     |
| 41   | Andreas Wank             | 3                    | 6                    | 0                    | 0                    | 8                     | —                  | 1                  | 18     |
| 42   | Dawid Kubacki            | 0                    | 3                    | 1                    | 0                    | —                     | 0                  | 10                 | 14     |
|      | Taku Takeuchi            | —                    | —                    | —                    | —                    | 9                     | 2                  | 3                  | 14     |
| 44   | Roman Koudelka           | —                    | —                    | 0                    | 13                   | —                     | —                  | —                  | 13     |
| 45   | Marinus Kraus            | 0                    | 0                    | 0                    | 12                   | —                     | —                  |                    | 12     |
|      | Andreas Wellinger        | —                    | —                    | —                    | —                    | 0                     | 12                 | —                  | 12     |
| 47   | Karl Geiger              | —                    | —                    | —                    | —                    | 11                    | 0                  | —                  | 11     |
| 48   | Manuel Fettner           | —                    | —                    | —                    | —                    | —                     | 1                  | 8                  | 9      |
| 49   | Felix Schoft             | —                    | —                    | 0                    | 8                    | —                     | —                  | —                  | 8      |
|      | Fredrik Bjerkeengen      | —                    | —                    | —                    | —                    | 7                     | 1                  | —                  | 8      |
| 51   | Yuta Watase\|Yūta Watase | —                    | —                    | —                    | —                    | 7                     | 0                  | —                  | 7      |
|      | Lukas Müller             | 1                    | —                    | 6                    | 0                    | —                     | —                  | —                  | 7      |
| 53   | Davide Bresadola         | 0                    | —                    | 0                    | 5                    | —                     | —                  | —                  | 5      |
| 54   | Andrea Morassi           | —                    | 4                    | —                    | 0                    | —                     | —                  | —                  | 4      |
|      | Peter Frenette           | 0                    | 0                    | 0                    | 4                    | —                     | —                  | —                  | 4      |
| 56   | Reruhi Shimizu           | —                    | —                    | —                    | —                    | 3                     | —                  | —                  | 3      |
| 57   | Matjaž Pungertar         | 0                    | 0                    | 2                    | 0                    | —                     | 0                  | —                  | 2      |
| 58   | Krzysztof Biegun         | —                    | —                    | —                    | —                    | 1                     | —                  | —                  | 1      |

| Uvr. | po 9 tekmah             | Točke |
| ---- | ----------------------- | ----- |
| 1    | Slovenija               | 1811  |
| 2    | Avstrija                | 1585  |
| 3    | Norveška                | 1550  |
| 4    | Nemčija                 | 999   |
| 5    | Poljska                 | 963   |
| 6    | Češka                   | 664   |
| 7    | Japonska                | 500   |
| 8    | Švica                   | 213   |
| 9    | Italija                 | 103   |
| 10   | Finska                  | 71    |
| 11   | Francija                | 48    |
| 12   | Rusija                  | 40    |
| 13   | Bulgarija               | 37    |
| 14   | Kanada                  | 27    |
| 15   | Estonija                | 25    |
| 16   | Združene države Amerike | 4     |

## Zaznamek
1. ↑  jutranja tekma; prestavljena odpadla večerna tekma v Harrachovu iz prejšnjega, ki je bila zaradi premočnega vetra odpovedana.
2. ↑  druga ter popoldanska tekna v Harrachovu s samo eno izpeljano serijo.